# 少年御三家
少年御三家（しょうねんごさんけ）は、ジャニーズ事務所に所属していたアイドルグループ「光GENJI」、「少年忍者」の2組と、ロック・バンドグループ「男闘呼組」の、合計3組の総称である。
「少年御三家」名義での合同コンサートを日本武道館で行った。 その模様は、1988年に映画『少年武道館』として劇場公開された。

## 参加グループ
- 光GENJI
  - 内海光司
  - 大沢樹生
  - 諸星和己
  - 佐藤寛之
  - 山本淳一
  - 赤坂晃
  - 佐藤アツヒロ （活動当時は「佐藤敦啓」）
- 男闘呼組
  - 前田耕陽
  - 成田昭次
  - 岡本健一
  - 高橋和也 （活動当時は「高橋一也」）
- 少年忍者 （忍者の前身）
  - 柳沢超
  - 正木慎也
  - 遠藤直人
  - 高木延秀
  - 志賀泰伸
  - 中村亘利

## ビデオ作品
- 少年武道館〜少年御三家新春一番歌いぞめ〜（1988年3月18日発売、劇場公開時のタイトルはただの『少年武道館』）
- 少年武道館II （1989年10月30日発売）